# Sebastià Serrano
Sebastià Serrano Farrera (Bellvís, Lérida, 1944) es un lingüista y escritor español. Estudió matemáticas y filología en la Universidad de Barcelona, donde se doctoró con una tesis sobre lingüística matemática. Actualmente es catedrático de lingüística general y teoría de la comunicación en dicha universidad. Sebastià Serrano ha publicado varios estudios sobre semiótica, lingüística general, poética, filosofía, teoría de la ciencia y, principalmente, teoría de la comunicación. En 2003 recibió el Premio Cruz de San Jorge, una distinción anual que otorga la Generalidad de Cataluña.

## Obras

### Ensayos
- 2009, La festa dels sentits
- 2006, El secrets de la felicitat
- 2004, L'instint de la seducció
- 2003, El regal de la comunicació
- 2000, Comprendre la comunicació
- 1999, Comprendre la comunicació. El llibre del sexe, la poesia i l'empresa
- 1996, Cap a una lògica de la seducción
- 1993, Comunicació, llenguatge i societat
- 1979, Signes, llengua i cultura
- 1978, Lingüística i qüestió nacional
- 1978, Literatura i teoria del coneixement
- 1977, Lógica, lingüística y matemáticas
- 1975, Elementos de lingüística matemática

### Novelas
- 1990, Elogi de la passió pura
- 1985, La paradoxa

## Premios literarios
- 1974, II Premio Anagrama de Ensayo, por Elementos de lingüística matemática
- 1990, Premio Ramon Llull de novela por la obra Elogi de la passió pura.
- 1979, premio Xarxa por la obra Signes, llengua i cultura.
- 1978, premio Octubre-Joan Fuster de ensayo por la obra Lingüística i qüestió nacional.
- 2003, Premio Cruz de San Jorge

| Predecesor: Carme Riera | Premio Ramon Llull de novela 1990 | Sucesor: Luis Romero |